# Большая артель

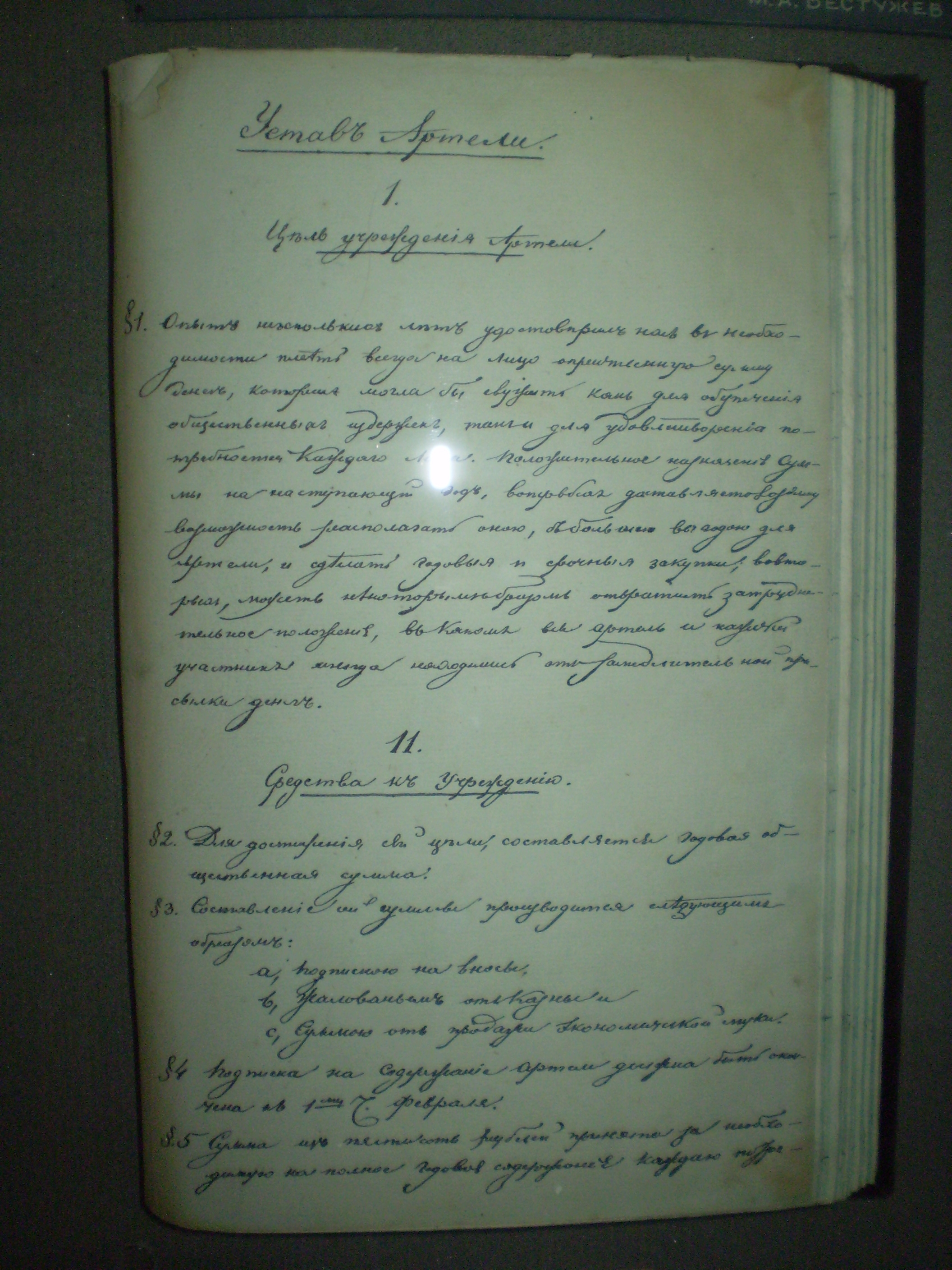
Устав артели. Экспонат Новоселенгинского музея декабристов.

Большая артель — первый российский потребительский кооператив. Создан ссыльными декабристами в Сибири.
Свою деятельность артель начала 1827 году в Читинском остроге на договорных началах. 2 марта 1831 года в Петровском заводе на общем собрании декабристы единогласно приняли Устав Большой артели. Устав разработали декабристы  Д. И. Завалишин, М. Ф. Митьков, П. А. Муханов, А. И. Одоевский, Е. П. Оболенский, А. В. Поджио, И. И. Пущин.
Устав состоял из 106 параграфов. Артель действовала на принципах добровольности, обязательности паевого взноса, равноправия, демократичности управления, контроля путём тайного голосования, отчётности правления и ревизионной комиссии перед пайщиками, доступности информации и т.д.
Целью Большой артели была защита потребительских интересов членов кооператива путём закупки оптом необходимых товаров.
Руководили Большой артелью И. И. Горбачевский, Н. В. Басаргин, И. С. Повало-Швейковский, А. Н. Сутгоф.
Большая артель распалась в связи с окончанием срока каторги декабристов.
В 1834 году в Петровском заводе декабристами была создана Малая артель. Малая артель организовала кассу взаимопомощи для выходящих на поселение декабристов. Она также исполняла функции ссудо-сберегательного банка.
Также была создана Газетно-журнальная артель, с помощью которой декабристы организовали подписку на книги и периодические издания.